# Pelhřimov
Pelhřimov är en stad i Tjeckien.   Den ligger i distriktet Okres Pelhřimov och regionen Vysočina, i den centrala delen av landet, 90 km sydost om huvudstaden Prag. Pelhřimov ligger 496 meter över havet och antalet invånare är 16 541.
Terrängen runt Pelhřimov är huvudsakligen platt, men österut är den kuperad. Pelhřimov ligger nere i en dal. Runt Pelhřimov är det ganska tätbefolkat, med 65 invånare per kvadratkilometer. Pelhřimov är det största samhället i trakten. Omgivningarna runt Pelhřimov är en mosaik av jordbruksmark och naturlig växtlighet.